# Willem II-Gazelle
El Willem II-Gazelle fue un equipo ciclista neerlandés, que compitió profesionalmente entre el 1966 y el 1971.
El 1967 participó en lo Giro de Italia con el nombre de Cynar.

## Principales victorias
- París-Tours: Rik Van Looy (1967)
- Amstel Gold Race: Harry Steevens (1968)
- Flecha Valona: Rik Van Looy (1968)
- París-Camembert: Harry Steevens (1968)
- Tour del Norte: Harry Steevens (1968), René Pijnen (1969)
- E3 Harelbeke: Rik Van Looy (1969)
- Tour de Limburgo: Jan van Katwijk (1970)

### A las grandes vueltas
- Tour de Francia:
  - 2 participaciones (1969, 1970)
  - 2 victorias de etapa :
    - 1 el 1969: Rik Van Looy
    - 1 el 1970: Rini Wagtmans

  - 0 clasificación final:
  - 0 clasificación secundaria:

- Giro de Italia
  - 1 participaciones (1967)
  - 0 victorias de etapa:
  - 0 clasificación secundaria:

- Vuelta a España
  - 2 participaciones (1969, 1970)
  - 4 victories de etapas :
    - 4 el 1970: Rini Wagtmans (2), Jan Serpenti, Jos van der Vleuten

  - 0 clasificación secundaria: